# 保羅·傑高夫
保羅·傑高夫（法語：Paul Gégauff，1922年8月10日—1983年12月24日），出生于法国阿尔萨斯地区上莱茵省的小镇布洛特赞，是一位法国电影编剧、演员和导演。
傑高夫曾在导演埃里克·侯麦的《狮子星座》（The Sign of Leo，1959年）中专门负责人物对白的撰写，并和导演克勞德·夏布洛合作完成了电影《表兄弟》（1959年）和《二重奏》（À double tour，1959年）等一共14个剧本。他于1960年和导演雷奈·克萊門特合作编剧《怒海沉尸》（Purple Noon），法语片名Plein soleil），并凭此片获得1962年美国推理作家协会颁发的愛倫·坡奖。
在带有自传色彩的《欢乐的宴会》（Une partie de plaisi，1975年）一片中，傑高夫不仅担任编剧，同时还亲自出演男主角，他的前妻和女儿也分别出演了他的妻子和女儿，电影中这个美好的中产阶级家庭最后以悲剧收场，傑高夫扮演的丈夫菲利普亲手毁掉了整个家庭。真实生活中的杰高夫最终也以悲剧收场，他在1983年圣诞前夜在挪威约维克被第二任妻子刺死。